# Californiske Bugt
Den Californiske Bugt eller Den Californiske Golf (spansk: Golfo de California), også kendt som Cortéshavet (spansk: Mar de Cortés), er et farvand der adskiller Den Californiske Halvø fra det mexicanske fastland. Havet er afgrænset af staterne Baja California, Baja California Sur, Sonora, Sinaloa og Nayarit.
I 1540 opkaldte Francisco de Ulloa havet efter den spanske conquistador Hernán Cortés.
28°N 112°V / 28°N 112°V